# Tim Celen
Tim Celen (26 februari 1998) is een Belgische wielrenner en paralympiër.

## Persoonlijke info
Tim Celen stond op amper 18-jarige leeftijd aan de start van de wegrit en de tijdrit op de Paralympische Spelen in Rio de Janeiro in 2016. Op zijn driewieler deed Tim er een geweldige ervaring op die hem een boost gaf voor de verdere ontwikkeling van de rest van zijn carrière.
Celen won één jaar later goud op de UCI wereldbeker in Maniago (Italië), dankzij een stevige en slimme eindjump. Hij werd ook vierde in de tijdrit. In 2018 kampte Tim met een knieprobleem maar dankzij een lange, maar goede revalidatie stond hij één jaar later opnieuw in bloedvorm aan de start van de World Cup in Oostende, waar hij naar een zilveren medailles sprintte. In augustus van dat jaar sprintte Tim opnieuw naar goud op de World Cup Para-Cycling in het Canadese Baie-Comeau. Na een nieuw pechjaar in 2020, stond hij in 2021 in bloedvorm aan de start van de Ronde in Vlaanderen, de eerste G-wielerklassieker. Hij won die wedstrijd solo en een week later sprintte hij naar goud in de wegrit op de World Cup Para-cycling in Oostende. Hij pakte ook het zilver in de tijdrit.
Begin juni 2021 bereikte Tim Celen het absolute hoogtepunt in zijn nog jonge carrière: hij werd wereldkampioen op de weg op het wereldkampioenschap in Cascais (Portugal).
Begin juni 2021 bereikte Tim Celen het absolute hoogtepunt in zijn nog jonge carrière: hij werd wereldkampioen op de weg op het wereldkampioenschap in Cascais (Portugal). Als wereldkampioen  stond Tim aan de start van de uitgestelde Paralympische Spelen in Tokyo (niet in 2020, maar in 2021). In de tijdrit veroverde hij het brons, in de wegrit kaapte hij het zilver weg.
In 2022 werd het een echt boerenjaar voor hem. Hij pakte de Europese titel op de weg, het algemene klassement van de Wereldbeker en werd dubbel wereldkampioen in Canada (tijdrit én wegrit).
In 2024 behaalde Tim Celen in de wereldbekerwedstrijd in Oostende twee gouden medailles. Later dat jaar nam hij deel aan de Paralympische Spelen in Parijs, waar hij in de tijdrit de bronzen medaille won. Enkele dagen later moest hij in de wegrit opgeven vanwege materiaalpech bij de start. Twee weken daarna veroverde Celen in Zürich de zilveren medaille op het wereldkampioenschap tijdrijden.

## Palmares
- 2015: BK Oupeye, Wegrit,
- 2015: WK Nottwil, Wegrit, 5de
- 2015: UCI Road Wereldbeker Elzach, Wegrit,
- 2015: UCI Road Wereldbeker Elzach, Tijdrit, 5de
- 2015: UCI Road Wereldbeker Pietermaritzburg, Wegrit, 5de
- 2016: BK Overpelt, Wegrit,
- 2016: UCI Road Wereldbeker Bilbao, Tijdrit, 4de
- 2016: UCI Road Wereldbeker Bilbao, Wegrit, 5de
- 2016: Paralympische Spelen Rio de Janeiro, Tijdrit, 10de
- 2016: Paralympische Spelen Rio de Janeiro, Wegrit, 6de
- 2017: UCI Road Wereldbeker Maniago, Tijdrit, 4de
- 2017: UCI Road Wereldbeker Maniago, Wegrit,
- 2019: UCI Road Wereldbeker Baie-Comeau, Tijdrit, 4e
- 2019: UCI Road Wereldbeker Baie-Comeau, Wegrit,
- 2021: UCI Road Wereldbeker Oostende , Tijdrit,
- 2021: UCI Road Wereldbeker Oostende , Wegrit,
- 2021: UCI Road Wereldkampioenschap Cascais , Wegrit,
- 2021: Paralympische Spelen Tokyo, Tijdrit,
- 2021: Paralympische Spelen Tokyo, Wegrit,
- 2022: UCI Road Wereldbeker Elzach , Tijdrit,
- 2022: UCI Road Wereldbeker Elzach , Wegrit,
- 2022: UEC Europees kampioenschap, Lochen am See , Tijdrit,
- 2022: UEC Europees kampioenschap, Peuerbach , Wegrit,
- 2022: Algemeen Klassement UCI WORLD CUP,
- 2022: UCI Road Wereldkampioenschap Baie-Comeau , Tijdrit,
- 2022: UCI Road Wereldkampioenschap Baie-Comeau , Wegrit,
- 2023: UCI Road Wereldbeker Maniago, Wegrit,
- 2023: UCI Ronde in Vlaanderen Ronse, Wegrit,
- 2023: UCI Road Wereldbeker Oostende , Tijdrit,
- 2023: UCI Road Wereldbeker Oostende, Wegrit,
- 2023: UCI Road Wereldbeker Huntsville, Tijdrit,
- 2023: UCI Road Wereldbeker Huntsville, Wegrit,
- 2023: Algemeen Klassement UCI WORLD CUP,
- 2023: UCI Road Wereldkampioenschap Dumfies and Galloway , Tijdrit,
- 2023: UCI Road Wereldkampioenschap Dumfies and Galloway , Wegrit,

## Awards
Hij mocht in Zemst de ENGIE Paralympic Talent of the Year 2015 in ontvangst nemen voor zijn sterke sportieve prestaties.  Hij ontving naar aanleiding van het boerenjaar 2021 als eerste G-wielrenner de 'Trofee Patrick Sercu', waarmee Het Nieuwsblad op het Gala van de Flandrien de renner met de meest opmerkelijke prestaties in de andere disciplines van de koers huldigt.